# Schlüterstraße 45 (Berlin)

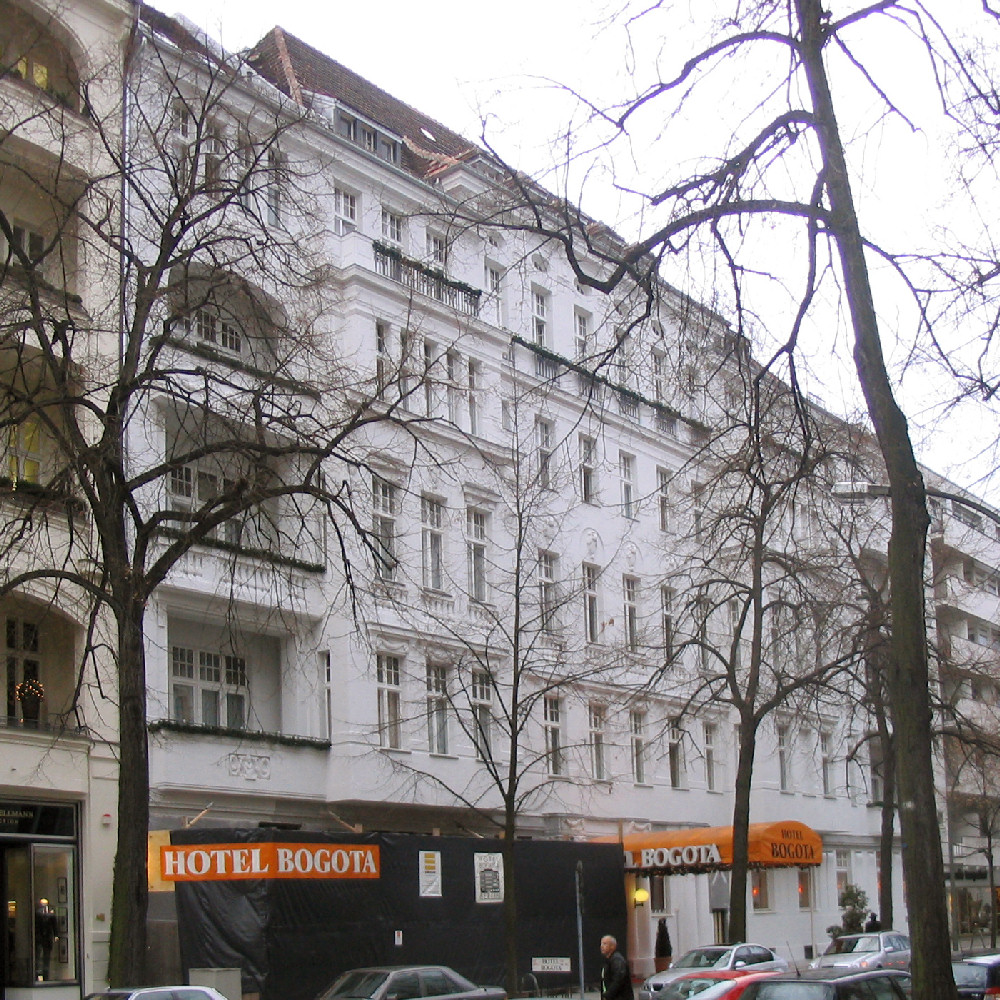
Haus Schlüterstraße 45

Das Gebäude Schlüterstraße 45 im Berliner Ortsteil Charlottenburg wurde 1911/1912 als Mehrfamilienwohnhaus von der Bauunternehmung Boswau & Knauer für den Repräsentanten der Hypothekenabteilung der Stuttgarter Lebensversicherungsbank AG Robert Leibbrand erbaut. Es ist ein gelistetes Baudenkmal.

## Geschichte

### Überblick
Ab 1921 ist der Kaufmann Max Nedim als Eigentümer angegeben, der dort auch wohnte, jedoch ab 1922 mit Wohnort Konstantinopel ausgewiesen wird. Ab 1932 ist B. Libermann (Ausland) Besitzer des Hauses, ab 1939 ist kein Eigentümer mehr verzeichnet, an dieser Stelle heißt es „ungenannt“.
Das Haus wurde 1942 enteignet, arisiert und in ein Geschäftshaus umgewandelt, in dem aber weiterhin Privatpersonen wohnten. Im selben Jahr zog die Reichsfilmkammer der Reichskulturkammer mit ihrem Leiter Hans Hinkel ein.
Nach 1945 ließ die sowjetische Besatzungsmacht hier die Kammer der Kulturschaffenden als deren Rechtsnachfolgerin gründen. Sie organisierte im Juli 1945 die erste Kunstausstellung nach dem Krieg.

### Oskar Skaller
Oskar Skaller, dessen Familie laut Berliner Adressbuch von 1919 bis 1932 in der Schlüterstraße wohnte, war Unternehmer in den Bereichen Sanitätsbedarf sowie Herstellung und Vertrieb von Verbandstoffen, chirurgischen Instrumenten, Möblen für Krankenhäuser und Arzneimitteln. Neben der Oskar Skaller AG war er auch an der M. Pech AG beteiligt, einem Sanitätshaus, das bis in die 2000er Jahre existierte. Er hatte bedeutende Sammlungen persischer Keramik und impressionistischer Gemälde, u. a. von Vincent van Gogh. Es existierte von ihm ein Porträt aus dem Jahr 1924 von Max Liebermann, das jedoch seit der Beschlagnahme und Versteigerung 1942 verschollen ist.
Im Erdgeschoss trafen sich bei der Familie Oskar Skaller Künstler und Politiker. Auf einem der Feste soll der junge Klarinettist Benny Goodman aufgetreten sein.

### Yva

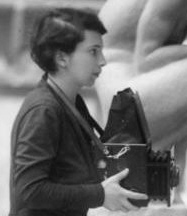
Fotografin Yva

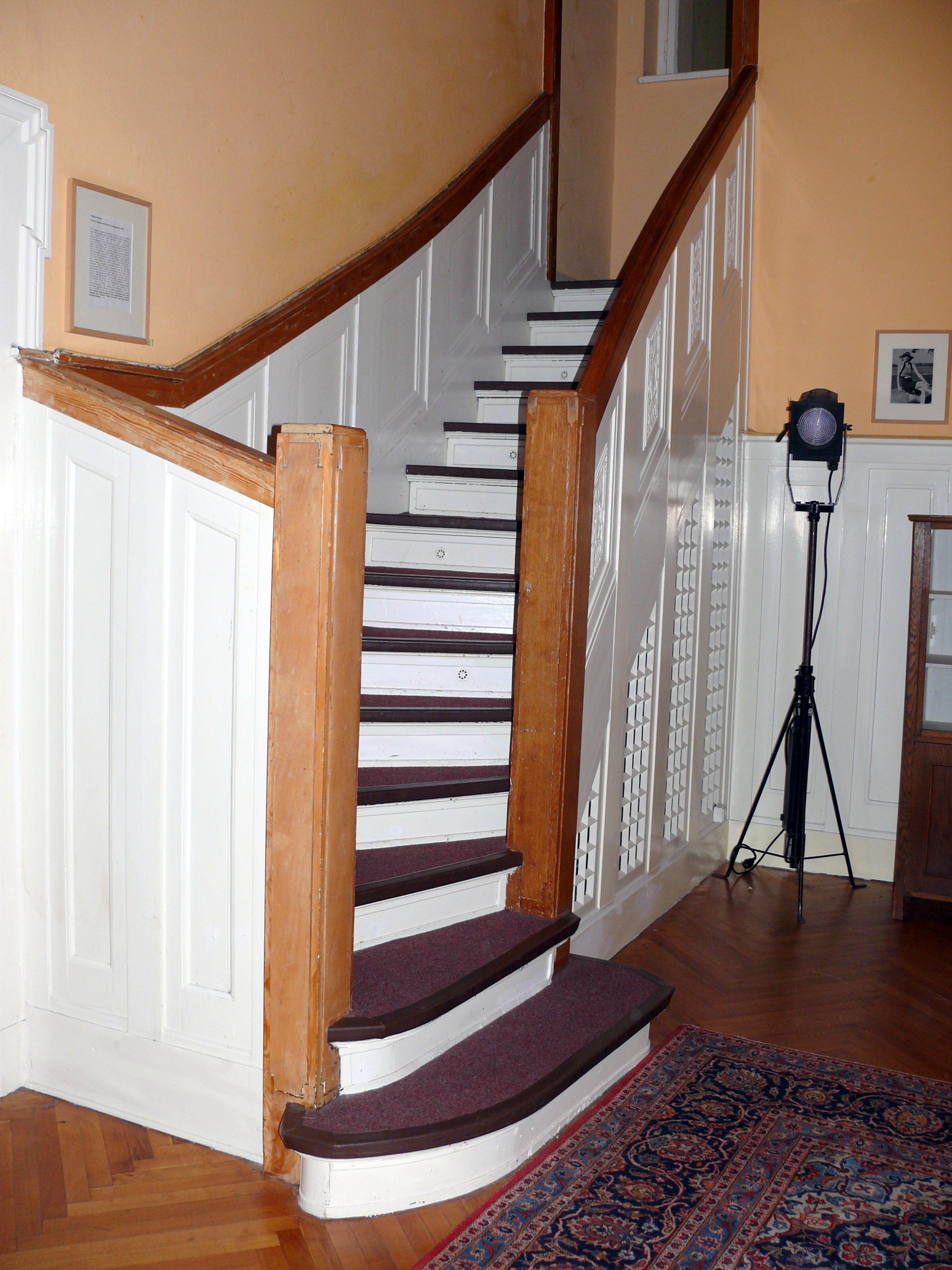
Treppe zu Yvas Atelier

In der Zeit als Wohnhaus beherbergte das Gebäude unter anderem die Fotografin Yva (eigentlich: Else Ernestine Neuländer-Simon), die die Lehrmeisterin von Helmut Newton und Bill Godwin war. Das Atelier und die Wohnung, die sie mit ihrem Ehemann Alfred Simon bewohnte, befanden sich in der vierten und fünften Etage. Auf der Treppe zwischen den Etagen und auf dem Dachgarten entstanden viele ihrer berühmten Modefotos. Zeitweise beschäftigte Yva in ihrem Studio bis zu zehn Angestellte. Helmut Newton arbeitete ab 1936 zunächst als Lehrling bei ihr, später als Assistent. Heute erinnert in der vierten Etage des Hauses eine kleine Ausstellung an Yva. Auf Grund der Verordnung zur Ausschaltung der Juden aus dem deutschen Wirtschaftsleben vom 12. November 1938 musste sie ihr Atelier schließen und die gemeinsame Wohnung aufgeben. Am 1. Juni 1942 wurden sie und ihr Mann von der Gestapo verhaftet und am 13. Juni mit dem „15. Osttransport“ in das Vernichtungslager Sobibor deportiert. Ein Teil der Deportierten kam in das nahe gelegene KZ Majdanek. Da für diesen Transport keine Transportlisten existieren, ist das genaue Schicksal von Else und Alfred Simon unbekannt. Es wird angenommen, dass beide kurz nach der Ankunft ermordet wurden. Offiziell wurden sie am 31. Dezember 1944 für tot erklärt.
Im Jahr 1940 gab es gemäß dem Berliner Adressbuch hier ein Fremdenheim, betrieben von Frau L. Werner, die bereits vorher als Bewohnerin des Hauses eingetragen ist.

### Filmkammer der Reichskulturkammer
Nachdem 1942 ein Bombenangriff der Alliierten das Gebäude der Reichsfilmkammer zerstört hatte, nahm sie das Haus Schlüterstraße 45 zum Sitz. Die Institution unter Hans Hinkel erfasste und kontrollierte die Filmschaffenden in Deutschland und war für sie ein Treffpunkt von großer existenzieller Bedeutung. Ein Ausschluss kam einem Berufsverbot gleich. Im Vorführsaal der Filmkammer überprüfte Hinkel neue Filme vor ihrer Freigabe, wobei manchmal neben Joseph Goebbels auch Adolf Hitler erschien.

### Kammer der Kunstschaffenden
Nachdem die Rote Armee Berlin erobert hatte, bestimmte am 6. Juni 1945 die sowjetische Besatzungsmacht das unversehrte Haus zum Sitz der Kammer der Kulturschaffenden. Sie folgte damit einer Anregung von Paul Wegener, den sie als Präsidenten einsetzte. Dem Präsidium der Kammer gehörten Fritz Erpenbeck, Michael Bohnen, Erich Otto und Eduard von Winterstein an. Ihre Aufgabe war u. a. die Entnazifizierung der Kulturschaffenden, wobei sich die unversehrten Papiere der Reichskulturkammer als Fundgrube erwiesen. NS-Stars wie Heinz Rühmann, Gustaf Gründgens und Wilhelm Furtwängler erschienen im Haus nunmehr zur Entnazifizierung. Das Haus im britischen Sektor wurde zum Ort der ersten unzensierten Berliner Kunstausstellung nach dem Krieg mit Werken von Max Beckmann, Ernst-Ludwig Kirchner und Karl Schmidt-Rottluff sowie im August 1945 der Gründung des Kulturbundes zur demokratischen Erneuerung Deutschlands. Die Tätigkeit der Kammer endete im August 1946, als auch der Kulturbund seinen Sitz in den sowjetischen Sektor Berlins verlegte.

### Hotel Bogota

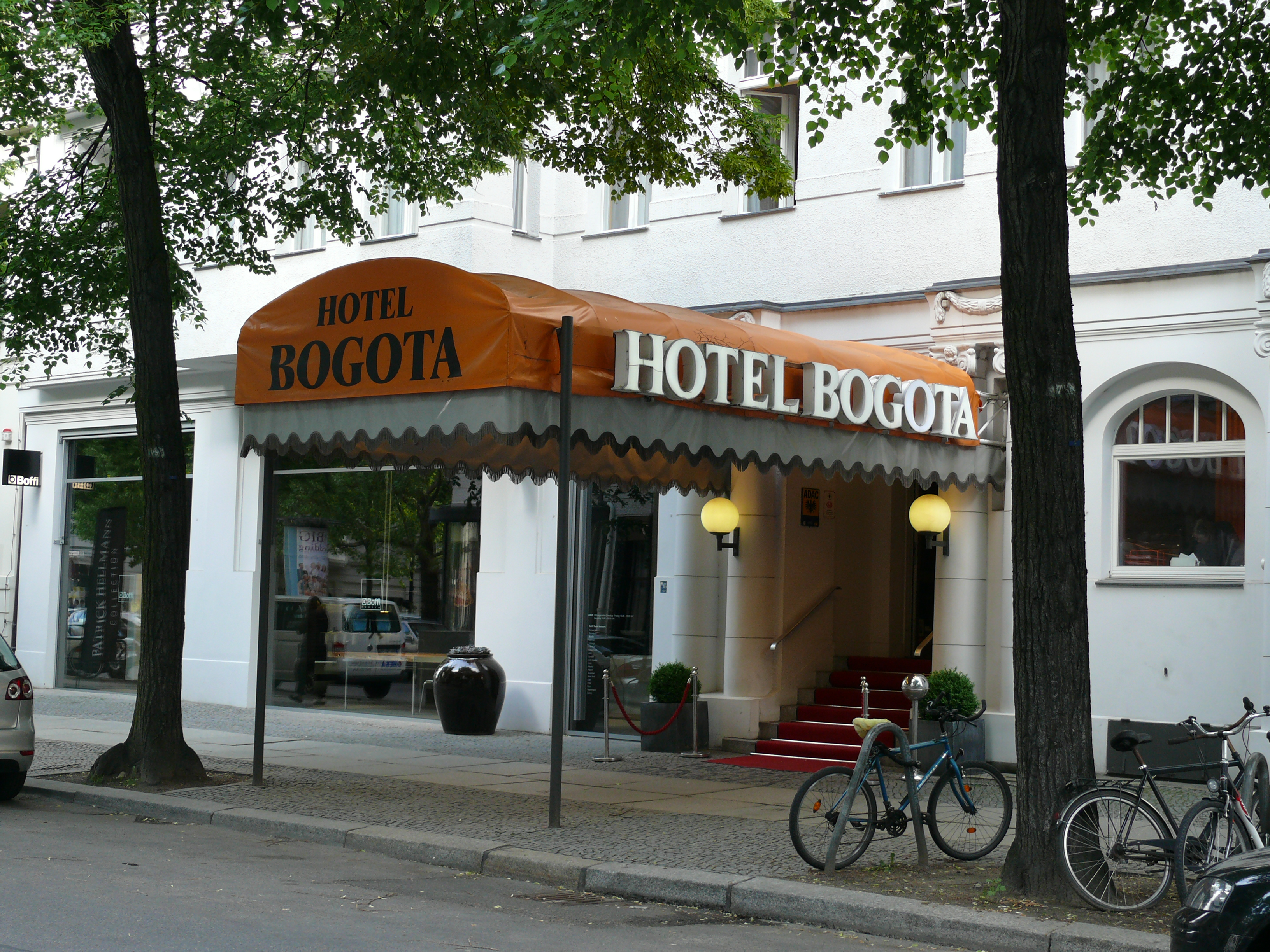
Baldachin vor dem Eingang

Nach der Rückübertragung an die Erben des enteigneten Besitzers verkauften diese in den 50er-Jahren das Gebäude an den DGB, der es als Bildungsstätte betrieb und es 1964 wieder verkaufte. Nach nochmaligem Umbau des Hauses wurden 1964 vier Hotels, in der ersten Etage die Pension Jahn, in der zweiten der Rheinische Hof und in der dritten der Bergische Hof in dem Gebäude begründet, von denen das Hotel Bogota die ehemaligen Atelierräume von Yva im vierten und fünften Geschoss umfasste. Das Hotel erhielt seinen Namen von Heinz Rewald, der in den 1930er Jahren nach Bogotá, der Hauptstadt Kolumbiens, auf der Flucht vor der nationalsozialistischen Verfolgung emigriert war. Bei seiner Rückkehr brachte er einige Möbel und Dekorationsgegenstände mit, die er zur Ausstattung des Hotels benutzte. Im Laufe der Jahre übernahm Rewald die anderen Pensionen, sodass sich das Hotel Bogota schließlich über das ganze Haus erstreckte und inzwischen 115 Zimmer hatte.
Im Jahr 1976 übernahm Familie Rissmann das Hotel, das zuletzt von Joachim Rissmann geführt wurde. Er hat sich intensiv mit der Geschichte des Hauses auseinandergesetzt und sie dokumentiert. Daher entwickelte er das Haus in Anknüpfung an dessen von Yva begründete Tradition zu einem Haus der Fotografie, in dem seit Ende 2004 an einem Photoplatz in wechselnden Ausstellungen Fotografien gezeigt werden. Helmut Newton besuchte 2002 das ehemalige Atelier von Yva, das seit Beginn der 2020er Jahre von der Familie Rissmann als Wohnung benutzt wird, und bemerkte: „Nichts hatte sich verändert, selbst der Kronleuchter hing noch an der Decke“.
Im Jahr 2005 kaufte Thomas Bscher das Bürgerhaus. 2006 übernahm Joachim Rissmann die Führung des Hotels.
Die Berliner Fotografin Karen Stuke übernachtete von November 2012 bis Dezember 2013 im Hotel Bogota in 43 Zimmern und fertigte dort jeweils Bilder mit der Camera obscura, deren Belichtungszeit der Dauer ihres Schlafes entsprach.
Im Mai 2013 kündigte Bscher den Mietvertrag wegen hoher Mietschulden. Dagegen haben eine Reihe bekannter Künstler unter dem Motto „Bogota darf nicht sterben!“ protestiert, darunter Hanna Schygulla, Eva Mattes, Ulrich Matthes, Lars Eidinger, Martin Parr und Ilja Richter, der 2013 den Film Hotel Bogota: Eine einmalige Geschichte drehte. Der Fotograf Rainer Strzolka arbeitete 2013 an einer Gesamtdokumentation der Räumlichkeiten. Das Hotel schloss endgültig zum 30. November 2013. Am 1. Dezember fand dort ein Tag der offenen Tür zum Abschied statt, bei dem auch Einrichtungsteile verkauft wurden. Danach wurde das Interieur versteigert, um einen Teil der aufgelaufenen Mietschulden begleichen zu können.
Im Keller befand sich das Büro des 1989 verstorbenen Architekten Eckart Muthesius, dessen Einrichtung von den Nachfolgern weiterbenutzt wird.

### Neue Nutzung seit 2015
Nach einer umfangreichen Sanierung in den Jahren 2014 und 2015 dient das Gebäude seit 2016 als Büro- und Geschäftshaus. Prominenter Mieter war unter anderem der Designer Wolfgang Joop mit neuem Firmensitz und einem Atelier für die Modemarke Wunderkind in der ehemaligen Wohnung von Yva in der vierten und fünften Etage. Die Firma Wunderkind ist inzwischen ausgezogen. Die ehemalige Wohnung von Yva wird nunmehr von einer Rechtsanwaltskanzlei genutzt. Im Erdgeschoss befinden sich seit Oktober 2018 der Concept Store The Corner Berlin sowie eine Niederlassung des französischen Süßwaren-Herstellers Maison Ladurée.